# Codice istonico
La teoria del codice istonico è un'ipotesi secondo cui la trascrizione dell'informazione genetica codificata nel DNA è in parte regolata da modifiche chimiche (note come "segni istonici") delle proteine istoniche, principalmente sulle loro estremità libere. Insieme a modifiche simili come la metilazione del DNA, fa parte del codice epigenetico. Gli istoni si associano al DNA per formare nucleosomi, che si raggruppano per formare fibre di cromatina, le quali a loro volta compongono il cromosoma. Gli istoni sono proteine globulari con un N-terminale flessibile (che costituisce la coda) che sporge dal nucleosoma. Molte delle modifiche alla coda dell'istone sono correlate alla struttura della cromatina e sia lo stato di modificazione dell'istone che la struttura della cromatina influenzano il livello di espressione genica. La teoria del codice istonico si basa sull'ipotesi che le modifiche dell'istone servano a reclutare altre proteine mediante il riconoscimento, operato da domini proteici specializzati a tale scopo, dell'istone modificato, piuttosto che semplicemente stabilizzando o destabilizzando l'interazione tra l'istone e il DNA. Queste proteine reclutate agiscono quindi per alterare attivamente la struttura della cromatina o per promuovere la trascrizione.

## L'ipotesi
Secondo questa ipotesi, proposta da David Allis e Brian Strahl nel 2000, le interazioni tra cromatina e DNA sono guidate da combinazioni di modificazioni istoniche. Sebbene sia ormai accettato che le modifiche (come la metilazione, l'acetilazione, la ribosilazione dell'ADP, l'ubiquitinazione, la citrullinazione, la SUMO-ilazione e la fosforilazione) delle code degli istoni alterino la struttura della cromatina, non sono ancora stati compresi del tutto i meccanismi attraverso cui queste modificazioni influenzano le interazioni DNA-istone. Tuttavia, sono state individuate alcuni correlazioni specifiche: per citare un esempio, la fosforilazione dei residui di serina 10 e 28 sull'istone H3 è un marcatore per la condensazione cromosomica; allo stesso modo, la combinazione della fosforilazione del residuo di serina 10 e dell'acetilazione di un residuo di lisina 14 sull'istone H3 è un segnale di trascrizione attiva.

Rappresentazione schematica delle modifiche degli istoni. Basato su Rodriguez-Paredes e Esteller, Nature, 2011

### Modificazioni
Gli istoni possono essere modificati in vari modi:
- Metilazione: è noto che sia i residui di lisina che quelli di arginina possano essere metilati. La metilazione della lisina rientra tra i segni meglio compresi del codice istonico, poiché la lisina metilata si adatta bene ad indicare lo stato di espressione genica: la metilazione delle lisine H3K4 e H3K36 è correlata all'attivazione trascrizionale mentre la demetilazione di H3K4 è correlata al silenziamento della regione genomica. La metilazione delle lisine H3K9 e H3K27 è correlata a repressione trascrizionale.[4] In particolare, H3K9me3 è altamente correlato con l'eterocromatina costitutiva[5]; ha anche un ruolo nella riparazione del DNA.[6] Ad esempio, H3K36me3 è necessario per la riparazione tramite ricombinazione omologa delle rotture del doppio filamento del DNA e H4K20me2 facilita la riparazione di tali rotture mediante unione delle estremità non omologhe.[6]
- Acetilazione mediante HAT (istone acetiltransferasi) e deacetilazione mediante HDAC (deacetilasi istonica): l'acetilazione tende a definire il grado di apertura della cromatina poiché gli istoni acetilati non possono assemblarsi bene insieme come gli istoni deacetilati.
- Fosforilazione
- Ubiquitinazione
- SUMOilazione[2]

Tuttavia, ci sono molte altre modificazioni degli istoni e gli studi che hanno utilizzato la spettrometria di massa hanno ampliato notevolmente le conoscenze al riguardo.
| Tipo di modifica | Istone      | Istone      | Istone      | Istone      | Istone                   | Istone      | Istone      | Istone      |
| Tipo di modifica | H3K4        | H3K9        | H3K14       | H3K27       | H3K79                    | H3K122      | H4K20       | H2BK5       |
| ---------------- | ----------- | ----------- | ----------- | ----------- | ------------------------ | ----------- | ----------- | ----------- |
| mono-metilazione | attivazione | attivazione |             | attivazione | attivazione              |             | attivazione | attivazione |
| dimetilazione    |             | repressione |             | repressione | attivazione              |             |             |             |
| tri-metilazione  | attivazione | repressione |             | repressione | attivazione, repressione |             |             | repressione |
| acetilazione     |             | attivazione | attivazione | attivazione |                          | attivazione |             |             |

#### Istone H2B
- H2BK5ac

#### Istone H3
- H3K4me1 - indica enhancers già legati ai fattori di trascrizione[14]
- H3K4me3 - frequente in promotori trascrizionalmente attivi[15]
- H3K9me2 - segnale di repressione della trascrizione
- H3K9me3 - si trova in geni costitutivamente repressi
- H3K27me3 - si trova nei geni repressi facoltativamente[9]
- H3K36me
- H3K36me2
- H3K36me3 - si trova nei corpi genetici attivamente trascritti
- H3K79me2
- H3K9ac - si trova nei promotori attivamente trascritti
- H3K14ac si trova nei promotori attivamente trascritti
- H3K23ac
- H3K27ac distingue gli active enhancers dai poised enhancers[14]
- H3K36ac
- H3K56ac - è un proxy per l'assemblaggio de novo degli istoni[16]
- H3K122ac - è ricco di poised promoters e si trova anche in un diverso tipo di potenziatore putativo privo di H3K27ac

#### Istone H4
- H4K5ac
- H4K8ac
- H4K12ac
- H4K16ac
- H4K20me
- H4K91ac

## Complessità
Nonostante si sia cercato di creare un modello semplificato per l'interpretazione delle modifiche istoniche, all'interno delle cellule ogni istone può essere modificato simultaneamente in più siti con molteplici modifiche diverse, andando a delineare un quadro estremamente complesso.
Ogni nucleosoma in una cellula può quindi essere soggetto ad un diverso insieme di modifiche; ciò ha sollevato la questione sulla effettiva esistenza di patterns di modificazioni istoniche. Uno studio su circa 40 di queste modifiche su promotori di geni umani ha rilevato che sono state utilizzate oltre 4000 combinazioni diverse, di cui oltre 3000 che si verificano in un solo promotore. Sono stati scoperti modelli che includono una serie di 17 modifiche istoniche presenti insieme in oltre 3000 geni. La proteomica top-down basata sulla spettrometria di massa ha fornito maggiori informazioni su questi modelli essendo in grado di discriminare la co-occorrenza di singole molecole dalla co-localizzazione nel genoma o sullo stesso nucleosoma. Sono stati utilizzati diversi approcci per approfondire i meccanismi biochimici alla base dell'interazione tra le modificazioni degli istoni. Alcuni patterns specifici di modificazioni istoniche sono più comuni di altri; questi modelli sono funzionalmente importanti ma sono complessi e difficili da studiare. Attualmente disponiamo di una buona comprensione biochimica solo di un numero relativamente piccolo di modifiche e di poche combinazioni.
I determinanti strutturali del riconoscimento degli istoni da parte di readers, writers ed ereasers del codice istonico sono mostrati da un crescente corpo di dati sperimentali.